# زربية جزائرية
زربية جزائرية أو سجاد جزائري أو السجادة الجزائرية هي نوع من أنواع المنسوجات التقليدية، تنسج يدويًا، وتُستخدم في تزيين الجدران أوتغطية الأرضيات في البيوت الجزائرية، ويعود وجودها لآلاف السنين، حيث تتم صناعتها للاستخدام المنزلي أو للبيع، وتعتبر مادة الوبر أوالصوف هي المادة الأساسية لصناعة الزربية ويختلف استخدام المادة الأولية على حسب المنطقة.

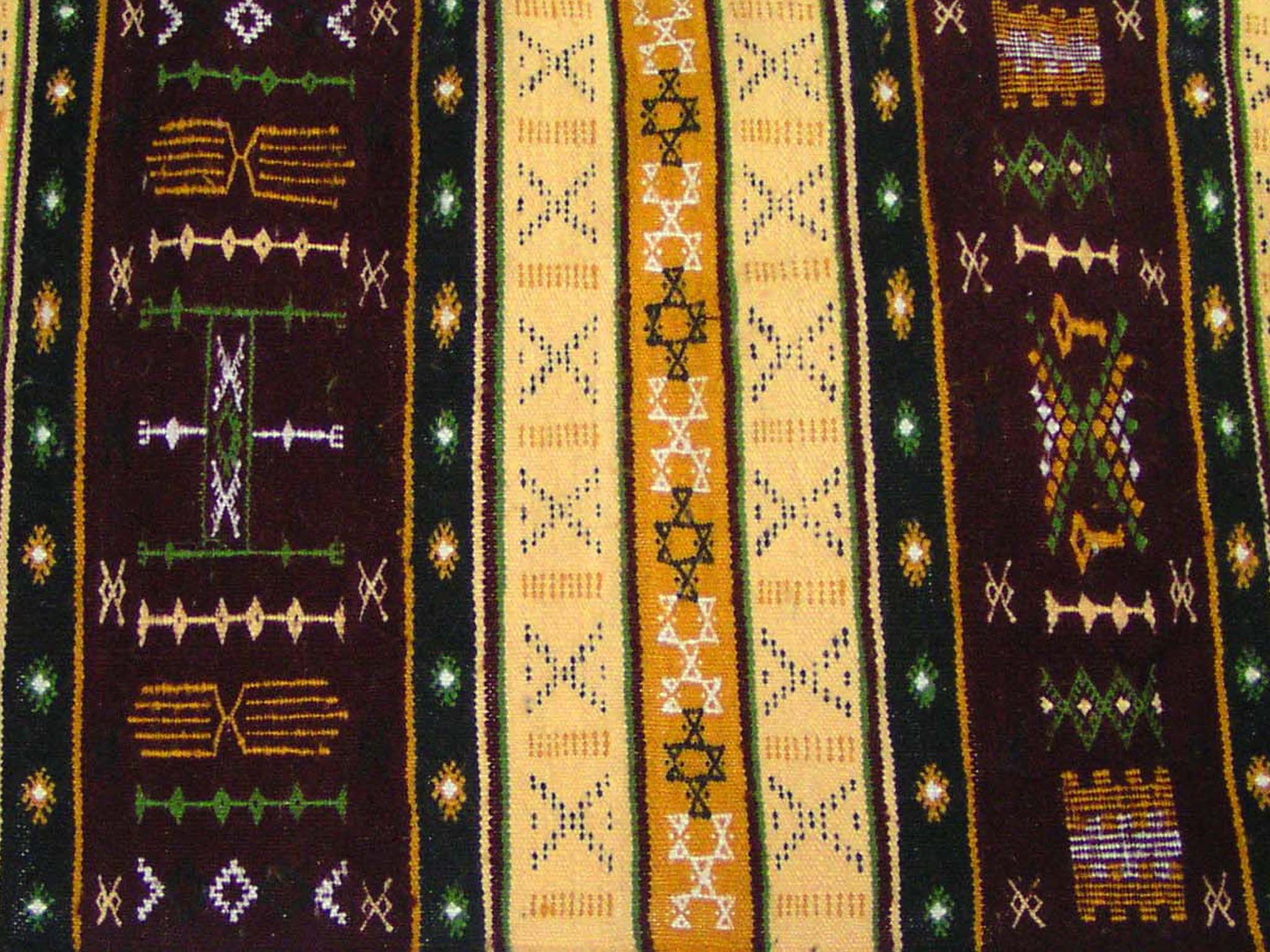
زربية أمازيغية قبايلية (الجزائر)